# Rotation du Soleil
La vitesse de rotation du Soleil sur lui-même varie avec la latitude. Le Soleil n'est pas un corps solide, mais il est composé d'un plasma gazeux et différentes latitudes tournent avec des périodes de rotation différentes. La raison de ces différences est un domaine de recherche actuel en astronomie solaire. On observe que le taux de rotation de la surface est le plus rapide à l'équateur (latitude φ = 0°) et qu'elle diminue à mesure que la latitude augmente. La période de rotation solaire est de 24,47 jours à l'équateur et de près de 38 jours aux pôles. La rotation moyenne est de 27 jours. De même, la vitesse de rotation du plasma à l'intérieur du Soleil varie en fonction de la profondeur.

## Équation de la rotation à la surface
Le taux de rotation différentiel à la surface du Soleil est généralement décrit par l'équation :
{\displaystyle \omega =A+B\,\sin ^{2}(\varphi )+C\,\sin ^{4}(\varphi )}
où {\displaystyle \omega } est la vitesse angulaire (en degrés par jour), {\displaystyle \varphi } est la latitude, A est la vitesse angulaire à l'équateur, et B et C sont des constantes contrôlant la variation de la vitesse en fonction de la latitude. Les valeurs de A, B et C diffèrent suivant les techniques utilisées pour effectuer les mesures, de même que selon l'intervalle de temps ayant servi pour faire l'étude. Un ensemble de valeurs moyennes actuellement accepté est :
A = 14,713 ± 0,0491 °/jour
B = −2,396 ± 0,188 °/jour
C = −1,787 ± 0,253 °/jour

## Rotation sidérale
A l'équateur, la période de rotation du Soleil est de 24,47 jours. C'est ce qu'on appelle la période de rotation sidérale. Elle ne doit pas être confondue avec la période de rotation synodique de 26,24 jours, qui est le temps nécessaire à une caractéristique fixe de la surface du Soleil pour faire un tour et revenir vers la même position apparente telle qu'elle est vue depuis la Terre. La période synodique est plus longue que la période sidérale, car le Soleil doit tourner pendant une période sidérale complète, plus une quantité supplémentaire permettant de réaligner la caractéristique fixe avec la Terre à la suite du déplacement de cette dernière le long de son orbite autour du Soleil. Notez que dans la littérature astrophysique, on n'utilise généralement pas la période de rotation équatoriale, mais plutôt celle correspondant au système de rotation de Carrington, qui a une période synodique de 27,2753 jours et une période sidérale de 25,38 jours. Cette période correspond à peu près à celle de la rotation à une latitude de 26° nord ou sud, ce qui est cohérent avec la latitude typique des taches solaires et avec l'activité solaire périodique qui en résulte.
La rotation du Soleil, telle qu'elle est vue par un observateur imaginaire situé au-dessus du pôle Nord du Soleil, se fait dans le sens antihoraire. Vues par un observateur imaginaire au-dessus du pôle Nord de la Terre, les taches solaires se déplacent de la gauche vers la droite sur la face visible du Soleil. Dans les coordonnées héliographiques de Stonyhurst, le côté gauche de la face du Soleil visible depuis la Terre est appelé Est et le côté droit est appelé Ouest. Par conséquent, on dit que les taches solaires se déplacent d'est en ouest sur la face du Soleil.

### Numéro de rotation de Bartels
Le numéro de rotation de Bartels est un décompte qui numérote les rotations apparentes du Soleil vues depuis la Terre. Il est utilisé pour suivre certains modèles récurrents ou changeants d'activité solaire. A cet effet, chaque rotation a une durée exacte de 27 jours, ce qui est proche de la période de rotation synodique de Carrington. Julius Bartels avait arbitrairement choisi le premier jour de la première rotation au 8 février 1832. La séquence de numéros sert en quelque sorte de calendrier pour marquer les périodes de récurrence des paramètres solaires et géophysiques.

### Rotation de Carrington
La rotation de Carrington est un système qui permet la comparaison des emplacements à la surface du Soleil sur un intervalle de temps. Elle est essentiellement utilisée pour suivre les groupes de taches solaires ou la réapparition des éruptions solaires.
Parce que la rotation du plasma solaire dépend de la latitude, de la profondeur et du temps, un tel système est nécessairement arbitraire et ne rend la comparaison significative que sur des intervalles de temps relativement courts. La période de rotation du Soleil, dans le cadre de la rotation de Carrington, est posée comme valant 27,2753 jours (voir ci-dessous). Dans ce système, chaque rotation du Soleil reçoit un numéro unique appelé le numéro de rotation de Carrington. La rotation numéro 1 a commencé le 9 novembre 1853. (Le numéro de rotation de Bartels est un schéma de numérotation similaire qui utilise une période d'exactement 27 jours et commence à partir du 8 février 1832.)
La longitude héliographique d'une caractéristique solaire se réfère, par convention, à sa distance angulaire par rapport au méridien central traversé par la ligne radiale Soleil-Terre. La « longitude de Carrington » de la même caractéristique se rapporte à un point de référence fixe arbitraire d'une rotation rigide imaginaire, telle que définie à l'origine par Richard Christopher Carrington.
Carrington avait déterminé la période de rotation du Soleil à partir des taches solaires situées aux latitudes basses dans les années 1850. Il était arrivé à 25,38 jours pour la période de rotation sidérale. La rotation sidérale est mesurée par rapport aux étoiles, mais comme la Terre tourne autour du Soleil, les taches se réalignent avec la Terre avec une période synodique de 27,2753 jours.
Il est possible de construire un diagramme avec la longitude des taches solaires le long de l'axe horizontal et le temps suivant l'axe vertical vers le bas. La longitude est mesurée par l'instant du franchissement du méridien central par les taches, basée sur la rotation de Carrington. Pour chaque rotation, tracée sous les précédentes, la plupart des taches solaires, ou autres phénomènes, réapparaîtront directement sous le phénomène correspondant lors de la rotation précédente, bien qu'il puisse y avoir de légères dérives vers la gauche ou vers la droite sur de longues périodes.
Le « diagramme musical » de Bartels ou le tracé en spirale de Condegram sont d'autres techniques pour représenter la périodicité approximative de 27 jours des divers phénomènes survenant à la surface du Soleil.

### Début des rotations de Carrington
Dates et heure du début de chacune des rotations synodiques du Soleil, d'après Carrington, en 2023 et en 2024. Merci de compléter le tableau.
| Numéro de rotation | Date (UTC)                |
| ------------------ | ------------------------- |
| 2266               | 1er janvier 2023 à 9h10   |
| 2267               | 28 janvier 2023 à 17h18   |
| 2268               | 25 février 2023 à 1h27    |
| 2269               | 24 mars 2023 à 9h06       |
| 2270               | 20 avril 2023 à 15h49     |
| 2271               | 17 mai 2023 à 21h29       |
| 2272               | 14 juin 2023 à 2h24       |
| 2273               | 11 juillet 2023 à 7h08    |
| 2274               | 7 août 2023 à 12h16       |
| 2275               | 3 septembre 2023 à 18h03  |
| 2276               | 1er octobre 2023 à 0h31   |
| 2277               | 28 octobre 2023 à 7h28    |
| 2278               | 24 novembre 2023 à 14h48  |
| 2279               | 21 décembre 2023 à 22h30  |
| 2280               | 18 janvier 2024 à 6h33    |
| 2281               | 14 février 2024 à 14h45   |
| 2282               | 12 mars 2024 à 22h39      |
| 2283               | 9 avril 2024 à 5h46       |
| 2284               | 6 mai 2024 à 11h50        |
| 2285               | 2 juin 2024 à 16h59       |
| 2286               | 29 juin 2024 à 21h44      |
| 2287               | 27 juillet 2024 à 2h39    |
| 2288               | 23 août 2024 à 8h10       |
| 2289               | 19 septembre 2024 à 14h22 |
| 2290               | 16 octobre 2024 à 21h09   |
| 2291               | 13 novembre 2024 à 4h21   |
| 2292               | 10 décembre 2024 à 11h54  |

## Utilisation des taches solaires pour mesurer la rotation
Les périodes de rotation ont été mesurées en suivant le mouvement de divers éléments (« traceurs ») sur la surface du Soleil. Les premiers traceurs, et les plus utilisés, sont les taches solaires. Bien que les taches solaires aient été observées dès l'Antiquité, ce n'est que lorsque le télescope est entré en service qu'on a pu observer qu'elles tournaient avec le Soleil, et que l'on a pu définir une période de rotation. Le savant anglais Thomas Harriot fut probablement le premier à observer les taches solaires à l'aide d'un télescope, comme en témoigne un dessin de son carnet daté du 8 décembre 1610. Les premières observations publiées (en juin 1611), intitulées « De Maculis in Sole Observatis, et Apparente earum cum Sole Conversione Narratio » (« Discours sur les taches observées sur le Soleil et leur rotation apparente avec le Soleil »), étaient de Johannes Fabricius qui avait méticuleusement observé les taches pendant quelques mois et avait également noté leur mouvement à travers le disque solaire. Ceci peut être considéré comme la première preuve observationnelle de la rotation du Soleil. Christoph Scheiner (« Rosa Ursine sive solis », livre 4, partie 2, 1630) avait été le premier à mesurer la période de rotation équatoriale du Soleil et il avait remarqué que la rotation était plus lente aux latitudes plus élevées. Il peut donc être considéré comme le découvreur de la rotation différentielle du Soleil.
Chaque mesure donne une réponse légèrement différente, ce qui permet de calculer les écarts-types (indiqués par +/−) des valeurs des paramètres A, B et C de l'équation donnée plus haut. St. John (1918) a peut-être été le premier à faire un résumé sur les valeurs publiées des périodes de rotation solaire et à conclure que les différences mesurées au cours de différentes années pouvaient difficilement être attribuées à l'observation ou à des perturbations locales à la surface du Soleil, et qu'elles étaient probablement dues aux variations des périodes de rotation avec le temps. Hubrecht (1915) a été le premier à trouver que les deux hémisphères solaires tournaient différemment. Une étude des données magnétographiques a montré une période synodique de 26,24 jours à l'équateur et de près de 38 jours aux pôles, en accord avec d'autres études.

Rotation du plasma à l'intérieur du Soleil, en fonction de la distance au centre, montrant une rotation différentielle dans la région convective externe et une rotation presque uniforme dans la région radiative centrale. La transition entre ces régions, vers 0,7 rayon solaire, s'appelle la tachocline.

## Rotation interne du Soleil
Jusqu'à l'avènement de l'héliosismologie (l'étude des modes de vibration à l'intérieur du Soleil) dans les années 1960, on ne connaissait pas grand-chose concernant la rotation interne du Soleil. On pensait que le profil différentiel de la surface devait s'étendre à l'intérieur sous forme de cylindres rotatifs de moment cinétique constant. Grâce à l'héliosismologie, on sait maintenant que ce n'est pas le cas et on connaît le profil de rotation en fonction de la distance au centre. En surface, le Soleil tourne lentement aux pôles et plus rapidement à l'équateur. Ce profil s'étend vers l'intérieur, à travers la zone de convection, sur des lignes à peu près radiales. Au niveau de la tachocline, la rotation passe brusquement à celle d'un corps solide dans la zone radiative.